# گاروت
گاروت (به لاتین: Garut) یک منطقه و شهر در اندونزی است که در اداره نایب السلطنه گاروت واقع شده‌است. گاروت ۲۷٫۷۱ کیلومتر مربع مساحت و ۱۲۶٬۴۵۲ نفر جمعیت دارد و ۷۱۷ متر بالاتر از سطح دریا واقع شده‌است.